# 202 v.Chr.

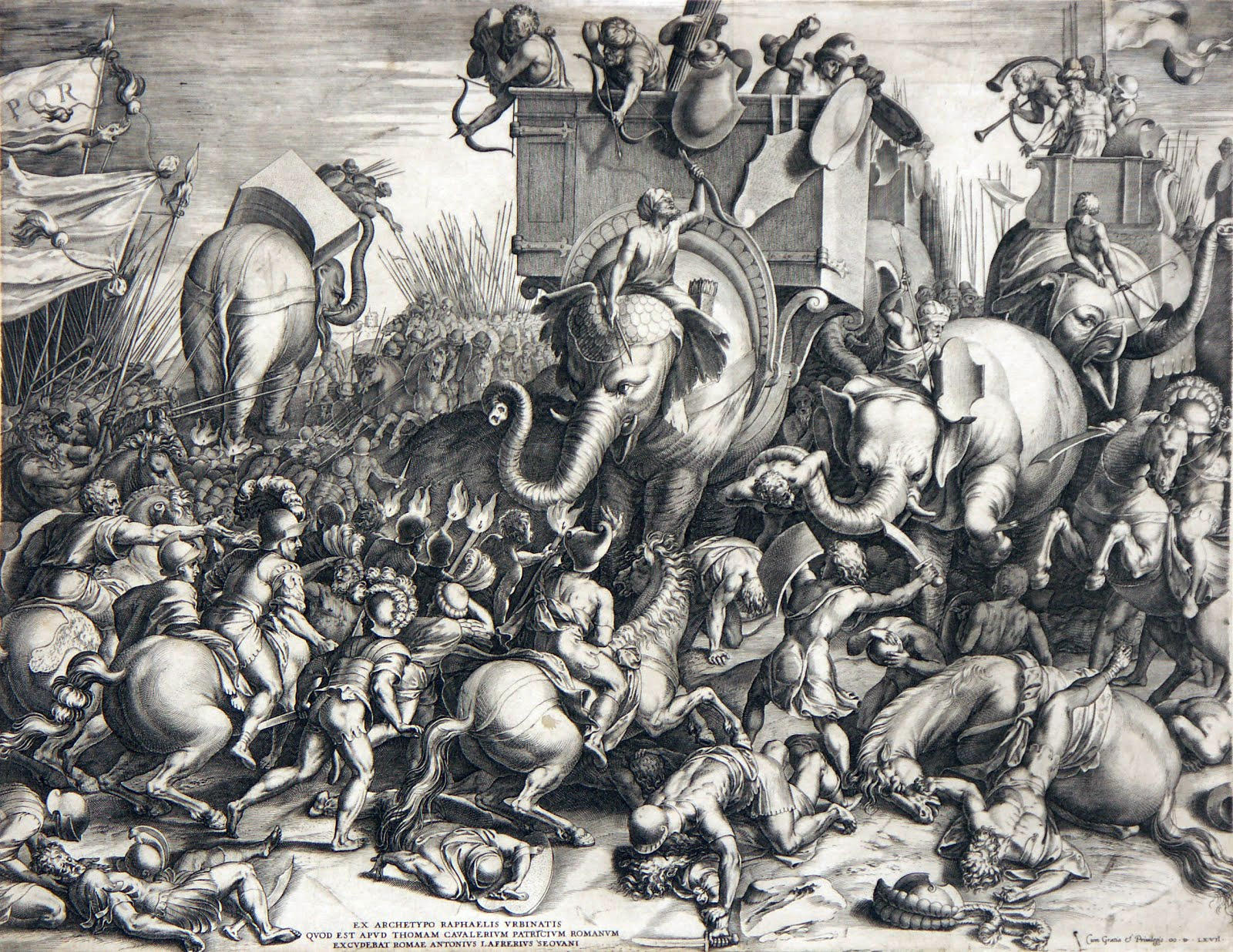
De Slag bij Zama door Cornelis Cort (1567)

Het jaar 202 v.Chr. is een jaartal volgens de christelijke jaartelling.

## Gebeurtenissen

### Carthago
- 19 oktober - Slag bij Zama: Het Romeinse leger (± 40.000 man) onder Publius Cornelius Scipio Africanus verslaat de Carthagers, 130 kilometer ten zuidwesten van Carthago. Na de veldslag moet Hannibal Barkas capituleren, het Carthaagse leger verliest 20.000 man.
- Scipio krijgt na de overwinning op de Carthagers de erenaam "Africanus" en houdt een triomftocht in Carthago.
- Massinissa herenigd Oost- en West-Numidië en eist in de vredesbepalingen een deel van het Carthaags grondgebied op.

### Perzië
- Begin van de Vijfde Syrische Oorlog: Antiochus III de Grote valt Syrië binnen en verslaat het Egyptische leger bij de rivier de Jordaan, de havenstad Sidon wordt ingenomen.

### China
- Herfst - Liu Bang verslaat Xiang Yu van het koninkrijk Chu in de slag bij Gaixia, in de Wei-vallei.
- Han Gaozu (202 - 195 v.Chr.) roept zich uit tot keizer en sticht de Han-dynastie, die 400 jaar over het Chinese Keizerrijk zal regeren. Hij vestigt zich in de hoofdstad Xianyang en democratiseert het staatsbestel.
- Het Confucianisme wordt als officiële godsdienst erkent, de Han-staat schaft de hoge belastingen af en bevordert de handel.
- Han Gaozu stuurt een afgezant naar Vietnam, om koning Trieu Vu Vuong te overtuigen hem als Han-keizer te accepteren.

## Geboren
- Han Wendi (~202 v.Chr. - ~157 v.Chr.), keizer van het Chinese Keizerrijk

## Overleden
- Xiang Yu (~202 v.Chr. - ~234 v.Chr.), rebellenleider en generaal van Chu